# Цмур Ігор Іванович
Цмур Ігор Іванович (21 червня 1971) — заслужений діяч мистецтв України, директор-художній керівник Хмельницького академічного муніципального камерного хору, доцент Хмельницької гуманітарно — педагогічної академії, члена Національної всеукраїнської музичної спілки, композитор, громадський діяч.

## Біографія
Цмур Ігор Іванович народився 21 червня 1971, м. Ужгород на Закарпатті в сім'ї робітників. У 1990 році закінчив диригентсько — хоровий відділ Ужгородського музичного училища ім. Д. Задора в класі заслуженого працівника культури України Т. П. Деяк. У 1998 році закінчив диригентсько — хоровий факультет Львівського вищого державного музичного інституту ім. М. Лисенка, де вчився в класі видатного музиканта, доцента Л. Г. Бобер. Ще в роки навчання Ігор Цмур почав вдосконалювати себе як хормейстер-диригент та співак, працюючи в Заслуженому академічному Закарпатському народному хорі (м. Ужгород — 1990 р.), в камерному хорі «Cantus» (м. Ужгород — 1992—1993 рр.), в камерному хорі «Gloria» (м. Львів-1995-1998 рр.), в хорі собору св. Юра (за часів служіння Блаженнійшого Любомира Гузара) (м. Львів — 1995—1998 рр.).
Після закінчення інституту (серпень 1998 р.) був прийнятий в муніципальний камерний хор артистом, у вересні 1998 р. був переведений на посаду головного хормейстера, а на початку 2003 року був призначений міським головою на посаду директора-художнього керівника муніципального камерного хору.
Сьогодні Цмур Ігор Іванович поєднує роботу в хорі із викладацькою діяльністю та є доцентом Хмельницької гуманітарно — педагогічної академії, де є художнім керівником народного ансамблю пісні і танцю «Співуче джерело».

## Нагороди
За сумлінну та плідну працю, вагомий особистий внесок у відродженні української національної культури в 2002, 2008, 2015 роках Цмур Ігор Іванович нагороджений Почесними грамотами Міністерства культури та мистецтв України.
1. У 2003 році став лауреатом міської премії ім. Б. Хмельницького, в галузі музичного мистецтва.
2. У 2004 році став лауреатом обласної премії ім. Т. Г. Шевченка.
3. У 2007 р. став лауреатом премії Українського фонду Миру.
4. У 2008 році — стипендіатом Хмельницької міської ради.
5. Указом Президента України у 2009 році присвоєно почесне звання «Заслужений діяч мистецтв України».
6. У 2011 році — нагороджено ювілейною медаллю «Двадцять років Незалежності України».
7. В 2016 році — нагороджено орденом Пресвятої Богородиці за заслуги перед святою церквою.